# جاك بيترسن (ملحن)
جاك بيترسن (بالإنجليزية: Jack Petersen)‏ هو عازف جاز وملحن أمريكي، ولد في 25 أكتوبر 1933 في إلك سيتي في الولايات المتحدة.